# كالي بول
كالي بول (بالألمانية: Kalle Pohl)‏ (و. 1951  م) هو موسيقي، وممثل كوميدي، وعازف قيثارة، وممثل مسرحي، وممثل تلفزي ألماني، ولد في دورن، يستخدم آلات قيثارة.

## وصلات خارجية
- كالي بول على موقع IMDb (الإنجليزية)
- كالي بول على موقع ميوزك برينز (الإنجليزية)
- كالي بول على موقع ديسكوغز (الإنجليزية)
- كالي بول على موقع قاعدة بيانات الفيلم (الإنجليزية)
- كالي بول على موقع كينوبويسك (الروسية)
- كالي بول في قاعدة بيانات الأفلام على الإنترنت